# Ventania
Ventania är en kommun i Brasilien.   Den ligger i delstaten Paraná, i den södra delen av landet, 1 000 km söder om huvudstaden Brasília. Antalet invånare är 9 967.
I omgivningarna runt Ventania växer i huvudsak städsegrön lövskog. Runt Ventania är det glesbefolkat, med 15 invånare per kvadratkilometer.